# 조선 농구단
조선농구단(朝鮮籠球團)은 1931년 6월 11일
에 창단되었던 농구팀이다.